# Afișor 3D

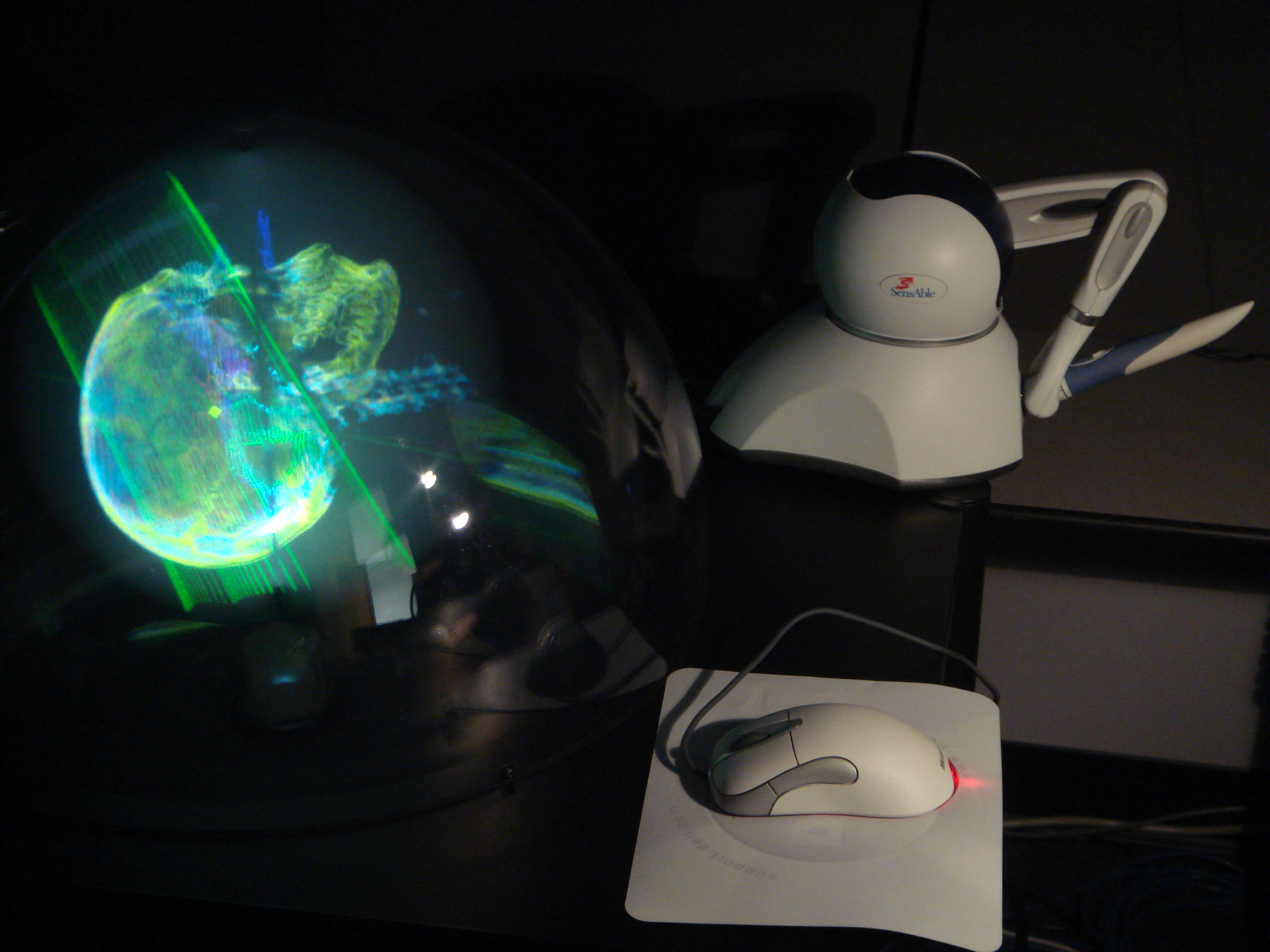
Fotografie a unui afișor 3D volumetric, unei interfețe haptice și unui maus tradițional

Un afișor 3D este un dispozitiv de afișare capabil de a reda și transmite privitorului imagini tridimensionale . Principiile optice ale autostereoscopiei cu vizionare multiplă sunt cunoscute de mai bine de un secol. Afișoare practice cu înaltă rezoluție au devenit disponibile la prețuri mult mai mici. Ca urmare, comercializarea afișoarelor 3D pentru divertisment primește fonduri crescânde. Începând din 2010 au apărut pe piață, în mod masiv, și televizoarele 3D.

## Tipuride afișoare 3D

### Stereoscopic
Bazată pe principiile vederii stereoscopice, descrise de Sir Charles Wheatstone în anii 1830, tehnologia stereoscopică folosește un dispozitiv separat, pentru fiecare persoană care vizualizează scena, care furnizează imagini diferite ochilor stâng și drept ai persoanei. Exemple ale acestei tehnologii includ anaglifele și ochelarii polarizați. Tehnologiile stereoscopice în general implică ochelari speciali.

### Autostereoscopic
O dezvoltare evoluționară a stereoscopiei, tehnologiile de afișare autostereoscopice folosesc șiretlicuri optice la afișor, mai degrabă decât obiecte purtate de utilizator, pentru a se asigura că fiecare ochi vede imaginea potrivită. În general acestea permit utilizatorului o oarecare deplasare a capului fără a perturba iluzia adâncimii. Afișoarele automultiscopice includ pixeli dependenți de vizionare cu intensități și culori diferite bazate pe unghiul vizual; aceasta înseamnă că un număr de vizualizări diferite ale aceleiași scene pot fi văzute prin deplasarea orizontală în jurul afișorului. În majoritatea afișoarelor automultiscopice schimbarea unghiului de vedere este acompaniată de o destrămare a iluziei adâncimii, dar există și unele afișoare care pot menține iluzia pe măsură ce unghiul se schimbă. Multe companii și consumatori încep să folosească termenul abreviat, Auto 3D, atunci când se referă la afișoarele 3D care nu necesită folosirea ochelarilor pentru vizualizarea efectului 3D.
Această categorie de tehnologie de afișare include autostereogramele.

### Holografie generată de calculator
Holograma este un artefact familiar al sfârșitului secolului 20, și cercetarea în domeniul afișoarelor holografice a produs dispozitive care sunt capabile să creeze un câmp de lumină identic cu acela care ar fi emanat de scena originală, cu paralaxe orizontale și verticale deopotrivă peste o gamă mare de unghiuri vizuale. Efectul este similar cu cel al privirii printr-o fereastră la scena care este reprodusă; aceasta ar putea face din HGC cea mai convingătoare dintre tehnologiile de afișare 3D, dar ca și acum numărul mare de calcule necesare pentru a genera o hologramă detaliată a împiedicat în mare măsură aplicația sa în afara laboratorului. Unele companii produc totuși echipament comercial de generare a imaginilor holografice.

### Afișoare volumetrice
Adițional, există afișoare volumetrice, unde un anumit mecanism fizic este folosit pentru a afișa puncte de lumină în cadrul unui volum. Asemenea afișoare folosesc voxeli în loc de pixeli. Afișoarele volumetrice includ afișoarele multiplanare, care au plane de afișare multiple suprapuse, și afișoarele cu panou rotativ, unde un panou rotativ baleiază un volum.
Alte tehnologii au fost dezvoltate să proiecteze puncte de lumină în aer deasupra unui dispozitiv. Un laser infraroșu este focalizat pe destinația în spațiu, generând o mică bulă de plasmă care emite energie vizibilă. În 2008, experimentele permit numai o rată de 100 de puncte pe secundă. Una dintre problemele care se pun cu acest sistem de afișare este folosirea tehnologiilor care ar putea fi dăunătoare ochiului uman.

## Probleme
În cazul fiecăreia dintre aceste tehnologii de afișare există restricții, referitoare ori la locul privitorului, ori la echipamentul ancombrant sau neplăcut, ori la costurile ridicate. Depășirea celui din urmă impediment este probabil sarcina cheie pentru noul sector al generării de imagini 3D. Crearea imaginilor 3D fără artefacte este dificilă. Fotografii, videografii și profesioniștii din industria difuzării și cinematografiei nu sunt familiarizați cu montajul complex necesar la înregistrarea imaginilor 3D. Încă nu există îndrumări sau standarde pentru parametrii multicamerelor, nici penteru plasare sau procesare post-producție, așa cum există demult pentru televiziunea convențională, 2D.